# Bleip
Bleip, alias Jean-Philippe Deslandes, est un compositeur de musique électronique. Les clips de Bleip sont conçus dans un style minimaliste voire psychédélique, par le collectif d'artistes Pleix.

## L'œuvre
Bleip sort en 2003 un mini-cd, +1, comprenant 7 titres :
1. Iqio
2. More
3. Desk
4. No
5. Freaky dsco
6. Oscal
7. Clicks.

À la fois ludique et étrange, la musique de Bleip est à l'image du travail du groupe Pleix. Cherchant les contradictions, les limites, elle combine mélodies et accidents sonores, sur fond de clips où l'image joue avec la musique, répond aux accidents sonores par des perturbations visuelles afin de provoquer le spectateur. L'ensemble donne des œuvres épurées et hypnotiques.